# Klaus Hasselmann
Klaus Hasselmann (n. 25 octombrie 1931, Hamburg, Republica de la Weimar) este un oceanograf german, cunoscut pentru dezvoltarea modelului Hasselmann al variabilității climatice. În 2021, a câștigat Premiul Nobel pentru Fizică, împreună cu Syukuro Manabe, „pentru modelarea fizică a climei Pământului, cuantificând variabilitatea și prezicând în mod fiabil încălzirea globală”, alături de Giorgio Parisi „pentru descoperirea interacțiunii tulburărilor și fluctuațiilor din sistemele fizice de la scările atomice la cele planetare”.

## Lucrări selective
- M. Welp, K. Hasselmann, C. Jaeger, Climate Change and Paths to Sustainability: the Role of Science- Based Stakeholder Dialogues Arhivat în 5 octombrie 2021, la Wayback Machine., The Environment
- Barnett, Tim; Zwiers, Francis; Hengerl, Gabriele; Allen, Myles; Crowly, Tom; Gillett, Nathan; Hasselmann, Klaus; Jones, Phil; Santer, Ben; Schnur, Reiner; Scott, Peter; Taylor, Karl; Tett, Simon (1 mai 2005). „Detecting and Attributing External Influences on the Climate System: A Review of Recent Advances”. Journal of Climate. American Meteorological Society. 18 (9): 1291–1314. doi:10.1175/jcli3329.1. ISSN 1520-0442.
- Weber, Michael; Barth, Volker; Hasselmann, Klaus (2005). „A multi-actor dynamic integrated assessment model (MADIAM) of induced technological change and sustainable economic growth”. Ecological Economics. Elsevier BV. 54 (2-3): 306–327. doi:10.1016/j.ecolecon.2004.12.035. ISSN 0921-8009.
- Hasselmann, K. (12 decembrie 2003). „The Challenge of Long-Term Climate Change”. Science. American Association for the Advancement of Science (AAAS). 302 (5652): 1923–1925. doi:10.1126/science.1090858. ISSN 0036-8075.
- Ledley, Tamara S.; Sundquist, Eric T.; Schwartz, Stephen E.; Hall, Dorothy K.; Fellows, Jack D.; Killeen, Timothy L. (28 septembrie 1999). „Climate change and greenhouse gases”. Eos, Transactions American Geophysical Union. American Geophysical Union (AGU). 80 (39): 453–458. doi:10.1029/99eo00325. ISSN 0096-3941. (This review paper cites several papers coauthored by Hasselmann.)
- Hasselmann, Klaus (1999). „Linear and nonlinear signatures”. Nature. Springer Science and Business Media LLC. 398 (6730): 755–756. doi:10.1038/19635. ISSN 0028-0836.
- Hasselmann, Klaus (1997). „Climate-change research after Kyoto”. Nature. Springer Science and Business Media LLC. 390 (6657): 225–226. doi:10.1038/36719. ISSN 0028-0836.
- Hasselmann, K. (9 mai 1997). „Are We Seeing Global Warming?”. Science. American Association for the Advancement of Science (AAAS). 276 (5314): 914–915. doi:10.1126/science.276.5314.914. ISSN 0036-8075.